# Міхейлень (Харгіта)
Міхейлень, Міхейлені (рум. Mihăileni) — село у повіті Харгіта в Румунії. Адміністративний центр комуни Міхейлень.
Село розташоване на відстані 227 км на північ від Бухареста, 12 км на північ від М'єркуря-Чука, 92 км на північ від Брашова.

## Населення
За даними перепису населення 2002 року у селі проживали 906 осіб.
Національний склад населення села:
| Національність | Кількість осіб | Відсоток |
| -------------- | -------------- | -------- |
| угорці         | 886            | 97,8%    |
| румуни         | 18             | 2,0%     |

Рідною мовою назвали:
| Мова      | Кількість осіб | Відсоток |
| --------- | -------------- | -------- |
| угорська  | 889            | 98,1%    |
| румунська | 15             | 1,7%     |